# Gualberto Bianco
Gualberto Bianco (Avellaneda, Argentina; 19 de febrero de 1925-Lima, Perú; 12 de marzo de 1973), fue un futbolista argentino que jugaba como delantero. Desarrolló su carrera en clubes de Argentina, Colombia y Perú.
Fue goleador del Campeonato Peruano de 1953 donde hizo 17 goles con el Club Atlético Chalaco.

## Trayectoria
Se formó en las categorías inferiores de Club Atlético Independiente llegando al primer equipo en 1946, año en que el Tanque debutó con 3 goles en un solo partido, exactamente frente al Quilmes.
En 1948 fue transferido a Club Atlético Lanús pero tras 11 partidos fue traspasado al Atlanta de su barrio natal en Villa Crespo, donde cumplió una pobre campaña en el año 1949 como consecuencia de una fractura en la tibia y peroné. Terminado su paso por el Viejo Mundo jugó en el Defensor Sporting de Uruguay, sin adquirir trascendencia deportiva preponderante.
Posteriormente militó en Colombia, en el famoso "dorado", entre 1951 y 1952 jugando en Deportivo Manizales, Universidad de Bogotá, cumpliendo una exitosa temporadas en este último equipo, cabe resaltar que en ese tiempo figuraban estrellas como Adolfo Pedernera, Alfredo di Stéfano, Valeriano López, entre otros. 
Tuvo una propuesta para regresar a la Argentina y jugar en San Lorenzo, pero terminó rechazando y aceptando la propuesta del futbol peruano para jugar en el Atlético Chalaco, junto a su hermano menor Osvaldo y un par de compatriotas más. Fue el único jugador de Atlético Chalaco que le convirtió tres goles en un solo partido a Alianza Lima, en el año 1953, no sin antes hacerle la misma cantidad a Sporting Tabaco, jugando para el León Porteño, ese año salió goleador del campeonato, convirtiéndose en uno de los máximos exponentes de esa época y de los mejores refuerzos extranjeros del siglo XX en el futbol peruano.
Luego Jugó tres temporadas en el Ciclista Lima, destacándose en el primer equipo, pero terminó retirándose en 1958 por dolencias en sus meniscos.

## Clubes
| Club                  | País      | Año       |
| --------------------- | --------- | --------- |
| Independiente         | Argentina | 1946-1947 |
| Lanús                 | Argentina | 1948      |
| Atlanta               | Argentina | 1949      |
| Defensor Sporting     | Uruguay   | 1950      |
| Deportivo Manizales   | Colombia  | 1951      |
| Universidad de Bogotá | Colombia  | 1952      |
| Atlético Chalaco      | Perú      | 1953-1954 |
| Ciclista Lima         | Perú      | 1955-1958 |

## Palmarés

### Distinciones individuales
| Distinción                               | Año  |
| ---------------------------------------- | ---- |
| Goleador de la Primera División del Perú | 1953 |